# Herman Bjørklund
Johan Herman Bjørklund (ur. 29 kwietnia 1883 w Oslo, zm. 15 marca 1960 tamże) – norweski tenisista, olimpijczyk.
Bjørklund brał udział w rozgrywkach tenisowych podczas Letnich Igrzysk Olimpijskich 1912, które odbyły się w Sztokholmie. W konkurencji gry pojedynczej przegrał w pierwszej rundzie wynikiem 0:6, 0:6, 1:6 z późniejszym brązowym medalistą, reprezentującym Cesarstwo Niemieckie Oscarem Kreuzerem. W grze podwójnej jego partnerem był Trygve Smith. W spotkaniu pierwszej rundy lepszy okazał się austriacki debel Arthur Zborzil–Fritz Felix Piepes (zdobywcy srebrnego medalu), z którym Norwegowie przegrali 0:6, 2:6, 0:6.

## Występy w igrzyskach olimpijskich

### Gra pojedyncza
| Konkurencja    | 1. runda                          | 2. runda         | 3. runda         | Ćwierćfinały     | Półfinały        | Finał            | Miejsce |
| Konkurencja    | Przeciwnik Wynik                  | Przeciwnik Wynik | Przeciwnik Wynik | Przeciwnik Wynik | Przeciwnik Wynik | Przeciwnik Wynik | Miejsce |
| -------------- | --------------------------------- | ---------------- | ---------------- | ---------------- | ---------------- | ---------------- | ------- |
| Gra pojedyncza | Oscar Kreuzer P 0:3 0:6, 0:6, 1:6 | Nie awansował    | Nie awansował    | Nie awansował    | Nie awansował    | Nie awansował    | 31.     |

### Gra podwójna
| Konkurencja  | Partner      | 1. runda         | 2. runda                                              | 3. runda         | Ćwierćfinały     | Półfinały        | Finał            | Miejsce |
| Konkurencja  | Partner      | Przeciwnik Wynik | Przeciwnik Wynik                                      | Przeciwnik Wynik | Przeciwnik Wynik | Przeciwnik Wynik | Przeciwnik Wynik | Miejsce |
| ------------ | ------------ | ---------------- | ----------------------------------------------------- | ---------------- | ---------------- | ---------------- | ---------------- | ------- |
| Gra podwójna | Trygve Smith |                  | Arthur Zborzil Fritz Felix Piepes P 0:3 0:6, 2:6, 0:6 | Nie awansowali   | Nie awansowali   | Nie awansowali   | Nie awansowali   | 15.     |